# ウィンチェスター (小惑星)
ウィンチェスター (747 Winchester) は、小惑星帯に位置する、離心率が高い軌道を持つ比較的大きい小惑星の一つ。
発見地であるアメリカ・マサチューセッツ州のウィンチェスターにちなんで名づけられた。
2014年10月17日、日本で掩蔽が観測され、詳細な形状が明らかとなった。